# Nakajō Kageyasu
Nakajō Kageyasu (中条藤資?; 1558 – 1582) è stato un samurai giapponese del periodo Sengoku, servitore del clan Uesugi.

## Biografia
Kageyasu governava il castello di Tosaka a Echigo. Figlio di Yoshie Kagechika, succedette a Nakajō Fujisuke nel 1574. Supportò Uesugi Kagekatsu nell'Ōtate no Ran e morì poco dopo combattendo le forze Oda nell'assedio di Uozu.